# Timoteo (stratego)
Timoteo, figlio di Conone del demo di Anaflisto (in greco antico: Τιμόθεος?, Timótheos; Atene, 400 a.C. circa – Calcide, 354 a.C.), è stato un ammiraglio ateniese.

## Biografia

### Stratego
Figlio dello stratego Conone e di una donna tracia, Timoteo ricoprì varie volte l'incarico di stratego nei convulsi anni che vanno dal 378 a.C. al 356 a.C., caratterizzati da continui conflitti tra Tebe e Sparta e dalla ondivaga politica estera ateniese. Infatti, in quegli anni Atene tentò di ricostruire il suo antico impero e pertanto si alleò prima con Tebe contro Sparta, per poi ribaltare l'alleanza onde evitare che i Tebani acquisissero una stabile egemonia.
Le vicende della sua vita sono ignote fino all'anno 378 a.C., quando fu nominato stratego insieme a Cabria e Callistrato, con i quali diresse alcune spedizioni in Beozia e riportò l'Eubea nell'ambito dell'alleanza con Atene.
Nel 375 a.C. Timoteo fu inviato con una flotta nei pressi del Peloponneso per compiere una dimostrazione di forza nei confronti di Sparta: convinse, poi, Cefalonia a passare dalla parte di Atene e si assicurò l'amicizia con gli Acarnani e i Molossi. Sparta reagì mandandogli contro una flotta comandata da Nicoloco, ma Timoteo, pur trovandosi in difficili condizioni finanziarie, la sconfisse pesantemente ad Alizia mentre era in navigazione lungo le coste dell'Acarnania..
L'anno seguente fu conclusa la pace tra Atene e Sparta e Timoteo fu richiamato in patria, anche se preferì fermarsi a Zacinto, ove depose i membri del partito oligarchico a vantaggio dei democratici, maggiormente vicini ad Atene.
Nel 373 a.C. Timoteo fu nominato comandante di una flotta inviata a Corfù per sottometterla ad Atene. Tuttavia, gli equipaggi delle navi a lui assegnate erano incompleti, e Timoteo prese la decisione di perlustrare l'Egeo per reclutare altri uomini.
Il ritardo nei tempi dovuto a questa azione irritò gli Ateniesi a tal punto che lo incriminarono e lo costrinsero a tornare per difendersi dalle accuse.
Il processo si svolse in autunno, ma Timoteo fu completamente scagionato dalle accuse grazie all'intervento dei suoi alleati: infatti, Giasone, tiranno di Fere, e Alceta d'Epiro, re dei Molossi, viaggiarono sino ad Atene per patrocinare la causa di Timoteo, contribuendo non poco all'esito favorevole del dibattito; anche Aminta III, re di Macedonia, come gesto di sostegno inviò del legname a casa di Timoteo al Pireo.
Nel 372, Timoteo passò sotto le bandiere del Gran re di Persia Artaserse II, che gli offrì il comando dell'esercito contro Nectanebo I, ma tale spedizione non è ricordata.

### In Asia Minore
Essendo in seguito convinto a tornare ad Atene, nel 366 a.C., fu mandato come supporto da Ariobarzane, satrapo di Frigia; ma, lo trovò in aperta ribellione contro la Persia, (rivolta dei satrapi 372-362 a.C.). Timoteo, in accordo con il mandato ricevuto si astenne dall'aiutarlo.
Invece rivolse le armi contro Samo, allora occupata da una guarnigione persiana, e la prese dopo un assedio durato dieci mesi (366-365 a.C.); dopodiché, nell'ordine, conquistò anche Sesto, Crithote, Toroni, Potidea, Metone Pieria, Pidna a molte altre città, fallendo invece per due volte la cattura di Anfipoli.
Infine, nel 363 a.C., con l'appoggio di Bisanzio, intraprese una dura campagna contro Cotys, re dei Traci, riuscendo a portare in patria un bottino di ben 1.200 talenti.
Una causa fu intentata contro di lui da Apollodoro, figlio del banchiere Pasione, per la restituzione del prestito concesso dal padre; l'orazione a favore del querelante, ancora esistente, è attribuita a Demostene. Risulta molto interessante la descrizione del modo in cui Timoteo aveva esaurito una grande fortuna ereditata dal padre e le difficoltà che aveva dovuto sopportare per i sacrifici compiuti per il bene pubblico.

### Guerra degli alleati
Nel 358 o 357 a.C. un contingente ateniese, rispondendo ad un accorato appello di Timoteo, attraversò il mare e si diresse verso l'Eubea; ivi scacciarono i Tebani in tre giorni.
Nel corso della Guerra degli Alleati, Timoteo fu inviato con Ificrate, Menesteo (figlio di Ificrate) e Carete a domare una ribellione. Le flotte ostili giunsero in vista l'un l'altra nello stretto dei Dardanelli ma, per il vento fortissimo che si era sollevato, Timoteo e Ificrate decisero di non ingaggiar battaglia. Carete invece, ignorando le raccomandazioni dei colleghi, perse molte navi.

### Ultimi anni
Dopo la battaglia Carete inviò in patria dei dispacci in cui si lamentava molto amaramente del comportamento dei colleghi Timoteo ed Ificrate, quindi gli Ateniesi allestirono un processo, dove gli accusatori erano Carete e Aristofane; Ificrate, che aveva meno nemici di Timoteo, fu assolto; ma quest'ultimo, che era sempre avversato per la sua vistosa arroganza, fu condannato ad una pesantissima ammenda pecuniaria.
Essendo impossibilitato a pagare, si ritirò in Calcide, ove morì poco dopo.
Timoteo fu sepolto nel Ceramico, necropoli di Atene. In sua memoria furono erette statue nell'Agorà e nell'Acropoli.
In seguito gli Ateniesi, pentitisi del trattamento che avevano riservato nei confronti di Timoteo, condonarono la maggior parte dell'ammenda che era ricaduta sul figlio di Timoteo, Conone.

## Considerazioni
Claudio Eliano, che spesso parla di Timoteo nella sua Varia historia, dimostra di apprezzare il modo di operare di Timoteo.
(Claudio Eliano, Varia historia, III, 16)
L'ammiraglio ateniese suscitò anche molte gelosie tra i rivali; la sua reputazione fu in qualche modo offuscata dalle vicende dei suoi ultimi anni di vita. Sempre Claudio Eliano riassume bene la percezione che avevano i concittadini delle sue capacità militari:
(Claudio Eliano, Varia historia, XIII, 43)
Questo commento è ben bilanciato da quello di Isocrate, che, al contrario, lo descrive come un generale competente e prudente, conquistatore magnanimo e fine diplomatico.